# 平塚市立松延小学校
平塚市立松延小学校（ひらつかしりつ まつのぶしょうがっこう）は、神奈川県平塚市纒にある公立小学校。

## 概要
校舎の一角に給食室を備えており、自校方式による学校給食の提供が可能となっている。校門は東西南北に1か所ずつあり、南門を正門としている。公職選挙の際の平塚市第32投票区の投票所および、近隣地区の災害避難所としての役割を持つ。
校歌は1980年に制定され、作詞作曲ともに校歌制定委員会が手掛けた。1979年11月に校歌制定委員会を立ち上げて作者を募集し、当時当校の教諭を務めていた土屋綾子の歌詞と、当時高浜高等学校の教諭を務めていた桑折陽一のメロディが公募によって選定された。歌は3部構成である。
松延児童クラブαという放課後児童クラブを西門脇に設けている。2007年に西門脇の専用施設が完成するまでは当校に隣接する借家で運営していたが、建物の狭隘化が問題視され、空き教室へ移転せざるを得ない状況となっていた。しかし空き教室を確保できなかったため、市が2003年度に打ち出した「児童クラブを安心で安全な公共施設へ移転する計画」に則り、校地内に専用施設を設けるに至った。専用施設での運営は、市内では花水小学校区、旭小学校区に続いて3例目である。2018年4月より社会福祉法人真幸会が運営しており、同法人はこのほか松延児童クラブβを学区内に設けている。

## 沿革
- 1979年（昭和54年）4月1日 - 平塚市立旭小学校の学区を分割して開校[1][4]。
- 1980年（昭和55年）
  - 2月9日 - 校歌を制定[4]。
  - 同年度 - 校舎と体育館を落成[7]。
- 2001年（平成13年） - 知的障がい児と肢体不自由児の特殊学級を開設[8]。
- 2005年（平成17年） - 自閉症・情緒障がい児の特殊学級を開設[8]。
- 2008年（平成20年）11月 - 第5回全国手作り絵はがきコンクールにて最優秀団体賞を受賞[9]。
- 2009年（平成21年）11月 - 第6回全国手作り絵はがきコンクールにて最優秀団体賞を受賞[10]。
- 2012年度（平成24年度） - 体育館の耐震補強工事を実施[1]。

## 施設概要
主な施設を掲載。括弧内の面積は延床面積。
- 本館校舎（5,400.62 m2） - 鉄筋コンクリート造4階建て[7]
- 屋内運動場（1,000.20 m2） - 鉄筋コンクリート造[7]
- プール（プール槽部分：325 m2[1]）
- 校庭（6,678 m2[1]）
- 松延児童クラブα（放課後児童クラブ） - 社会福祉法人真幸会が運営[5]

## 通学区域と進学先中学校
出典：

### 通学区域
- 纒（全域）
- 河内（1-215番地）
- 根坂間（801-810番地・812番地）
- 徳延（1-297番地・299番地・300番地・372-449番地）

### 進学先の中学校
公立中学校の場合。
- 平塚市立金旭中学校（平塚市広川）

## アクセス
- 神奈川中央交通「平34」・「平73」の各系統で、
  - 「纏公民館前」停留所下車後、
    - 平塚駅北口発停留所から、徒歩約5分（315m）。
    - 平塚駅北口行停留所から、徒歩約5分（320m）。

  - 「河内富士見」停留所下車後、
    - 平塚駅北口発停留所から、徒歩約8分（475m）。
    - 平塚駅北口行停留所から、徒歩約7分（460m）。

## 周辺
- ひらつか悠生苑
- 松延神社
- 平塚市立旭第1公園
- 平塚市纏自治会館
- マックスバリュ平塚河内店